# 楊氏 (姚氏婦)
杨氏，北魏女性人物，嫁给姚氏为妇，宦官苻承祖的姨母。
杨氏家贫无产业，苻承祖被文明太后所宠幸而显贵后，姻亲都巴结他求利，只有杨氏没有。对姐姐苻承祖之母说：“姐姐虽有一时之荣，不如妹妹有无忧之乐。"其姐每每送给她衣服，她经常不接受，硬要给她，她说：“我丈夫家世贫穷，华美的衣服，使人心中不安。”送给她奴婢，她说："我家吃饭都有问题，不能供养奴婢。”始终不肯接受。常穿着破衣，亲自操持家事。有时接受姐姐的衣服，经常不穿，暗中埋藏，即使有穿的，也是弄脏了再穿。苻承祖每见姨母寒碜，深恨自己的母亲，以为她不加供给。他对母亲说：“现在承祖一身还缺少什么，而使姨母像这样？”他母亲事情的经过告诉他。苻承祖派人乘车往迎姨母，杨氏坚决不肯起身，派人强行抬到车上，她大哭道：“你们想杀我啊。”于是苻家内外都称她为痴姨。苻承祖事败，有司把他的两个姨母捉至殿庭。一个姨母被惩处，姚氏妇衣裳破旧，特免其罪。她识时务，虽吕媭也不过如此。